# Neuschloss-Knüsli Kornél
Neuschloss-Knüsli Kornél, született Neuschloss Sámuel Kornél (Pest, 1864. június 17. – Budapest, 1935. március 26.) zsidó származású magyar építész, művészettörténész, archeológus, a Neuschloss család tagja.

## Életpályája
Neuschloss Miksa parkettagyáros és Hirschler Berta fia. Építészi oklevelét a zürichi műegyetemen szerezte. Utóbb a budapesti tudományegyetemen bölcsészeti és művészettörténeti doktorátust is szerzett, ahol többek között Pasteiner Gyula tanítványa volt. Párizsban a neogótikus stílusban tervező Émile Boeswillwald irodájában dolgozott, ahol francia várak restaurációjában is részt vett. 1893-tól állami alkalmazásban volt a Pest-Pilis-Solt-Kiskun Vármegyék Állami Építészeti Hivatalánál. 1897-ben nyitotta meg önálló irodáját.
Az első világháborút, mint a nagyváradi 4. honvédgyalogezred századosa szolgálta végig, és számos magas kitüntetésben részesült.
Az első világháború után (1921-től) a Ludovika Akadémián az építési szerkezettan tanára volt. 1924 után Gyenes Lajossal volt közös irodája. Neuschloss Kornél archeológusként is dolgozott. Több közéleti feladat mellett a Magyar Építőművészek Egyesületének elnöki (1912-1914), a Budapesti Mentőegyesület igazgatói tisztét is betöltötte. 1916-ban belépett a Neuschloss, a Régi Hívek páholyba.
Halála után emlékére művészeti díjat alapítottak, a Neuschloss-Knüsli bronzérmet.
Egyetemi tanulmányaival együtt hét évet töltött Svájcban, Francia- és Olaszországban. Feleségével, Knüsli Lujzával (1872–1937) svájci tanulmányai során ismerkedett meg. 1895-ben kötöttek házasságot a svájci Glarus településen. Felesége kedvéért kikeresztelkedett, sőt később a pesti református egyház presbitere is lett. Szerelme jeléül felvette felesége családnevét is vezetéknevébe, ami akkoriban igen ritka dolog volt. A Batthyány utca 4. szám alatti bérházat, amit saját beruházásként, a saját kedvére épített, és amelynek reprezentatív lakásában laktak életük végéig, a felesége nevére íratta.
Családjában sok építési vállalkozó volt, legjelentősebb Neuschloss Ödön és Marcell vállalata, mely a Millenniumi kiállítás kivitelezésének legnagyobb részét végezte. Sógora Thomán István zongorapedagógus volt. Gyermekei: Konrád, Péter. Leszármazottai Guatemalában, Puerto Ricóban, Spanyolországban és az Egyesült Államokban élnek.

## Ismert épületei
- 1896–1899: Soroksári régi községháza (ma: Budapest XXIII. Kerületi Galambos János Zenei Alapfokú Művészeti Iskola), 1239 Budapest, Grassalkovich út 169.[11][12]
- 1899: a Győr–Sopron–Ebenfurti Vasút egykori budapesti székháza (ma: „Neuschloss Palota” irodaház), 1011 Budapest Szilágyi Dezső tér 1.[13]
- 1911–1912: a Posta tisztviselőinek zuglói lakótelepe (Postás lakótelep) a Gyarmat és Gervay utcában (a Lőcsei utca és a Rákospatak között)[14]
- 1909–1912: a Fővárosi Állat- és Növénykert Kapuépülete, 1146 Budapest, Állatkerti körút 6-12.
- 1909–1912: a Fővárosi Állat- és Növénykert Elefántháza, 1146 Budapest, Állatkerti körút 6-12.
- 1910: az Országos Meteorológiai Intézet (ma: Országos Meteorológiai Szolgálat) székháza, 1024 Budapest, Kitaibel Pál u. 1.[15]
- 1912: társasház, 1015 Budapest, Batthyány utca 4.[16]
- 1914: Székesfővárosi Gázművek, Lipótvárosi Gáztartó Állomástelep Központi Műhely- és Raktárépülete (ma: Riverloft Apartmanház), 1138 Budapest, Révész u. 27-31.[17]
- 1923–1924: Bethlen István-udvar, 1013 Budapest, Attila út 2. / Krisztina körút 37. (Gyenes Lajossal együttes műve)
- ?: Kiss Lajos budai lakóháza[18]

Gyenes Lajossal egyéb közös munkáit ld. Gyenes Lajos szócikkében.
Ő volt a Fővárosi Állat- és Növénykert 1910–1912-es újjáépítésének építészeti vezetője. Az ő javaslatára bízták meg Kós Károlyt és Zrumeczky Dezsőt az új épületek tervezésével, akiket mint az óbudai református parókia építési ellenőre ismert meg.

### Meg nem valósult tervei
- 1910: VI—VII. kerületi református templom, Budapest[21]
- 1914: Mezőtúr városháza tervpályázat, megvétel.[22][23]
- 1928: Fővárosi Szeretet Otthon (ma: Bajcsy-Zsilinszky Kórház), Budapest, Maglódi út 89-91. (Gyenes Lajossal közös terv)[24]

## Képtár

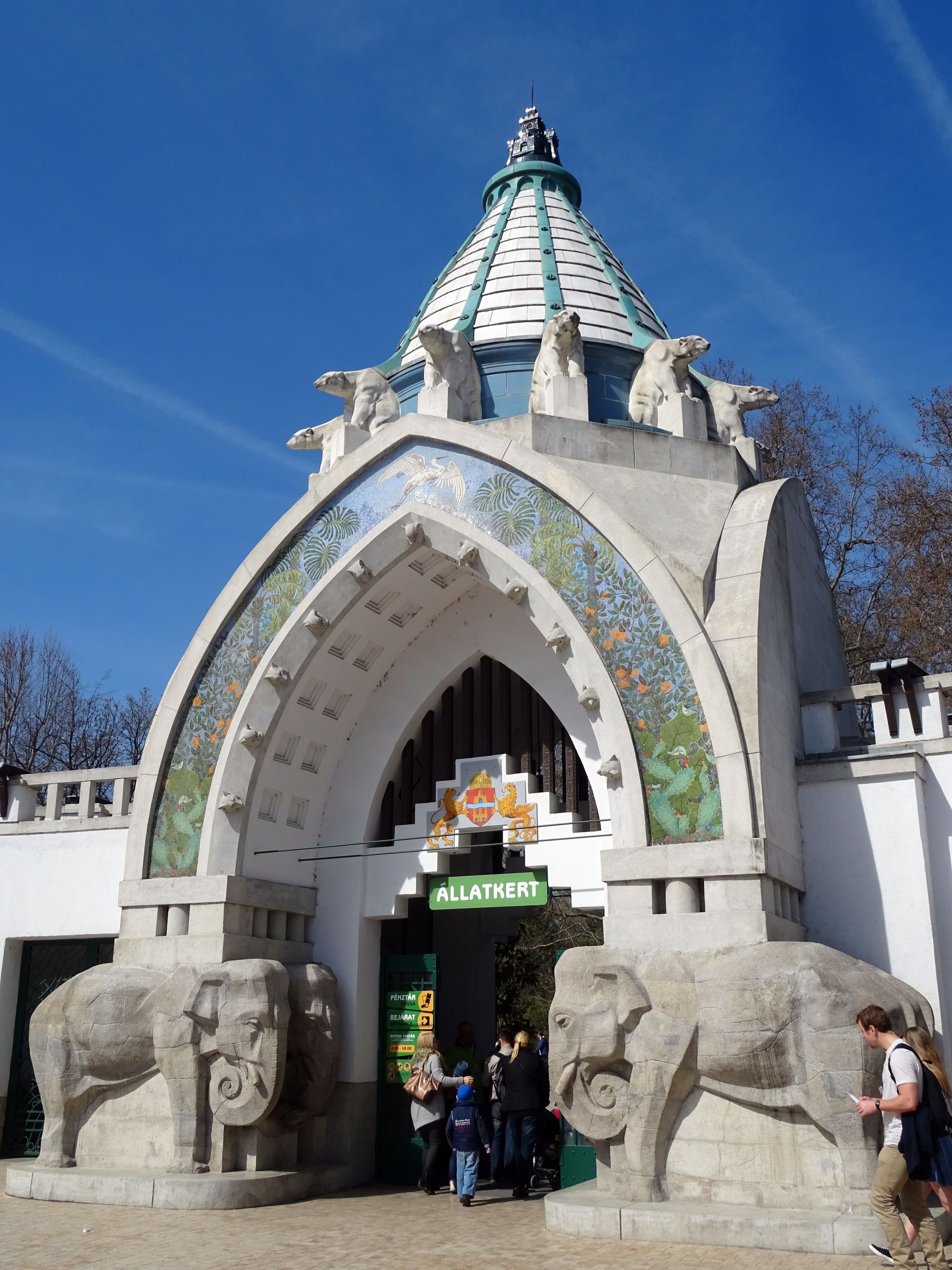
A budapesti Állatkert főbejárata
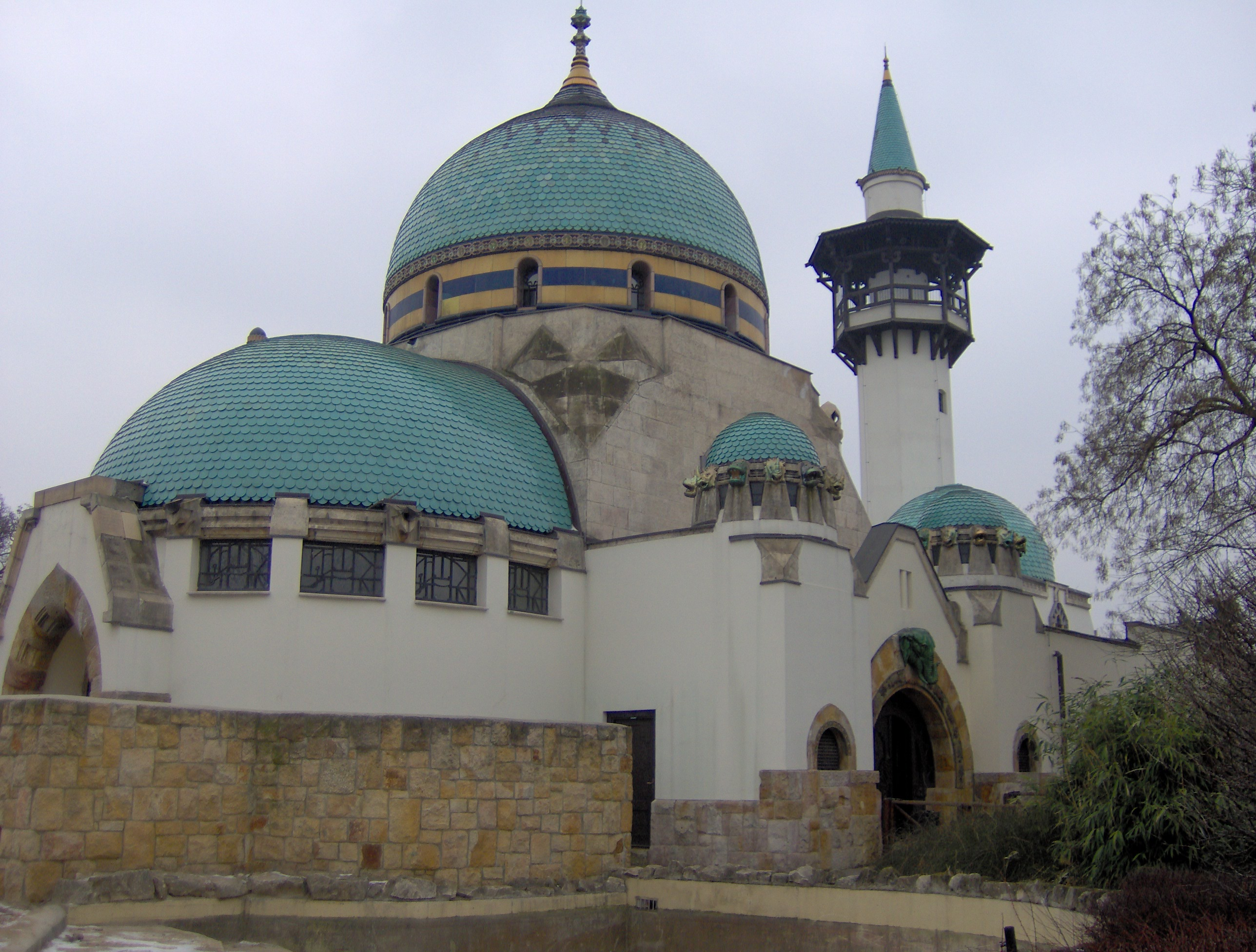
A budapesti Állatkert elefántháza
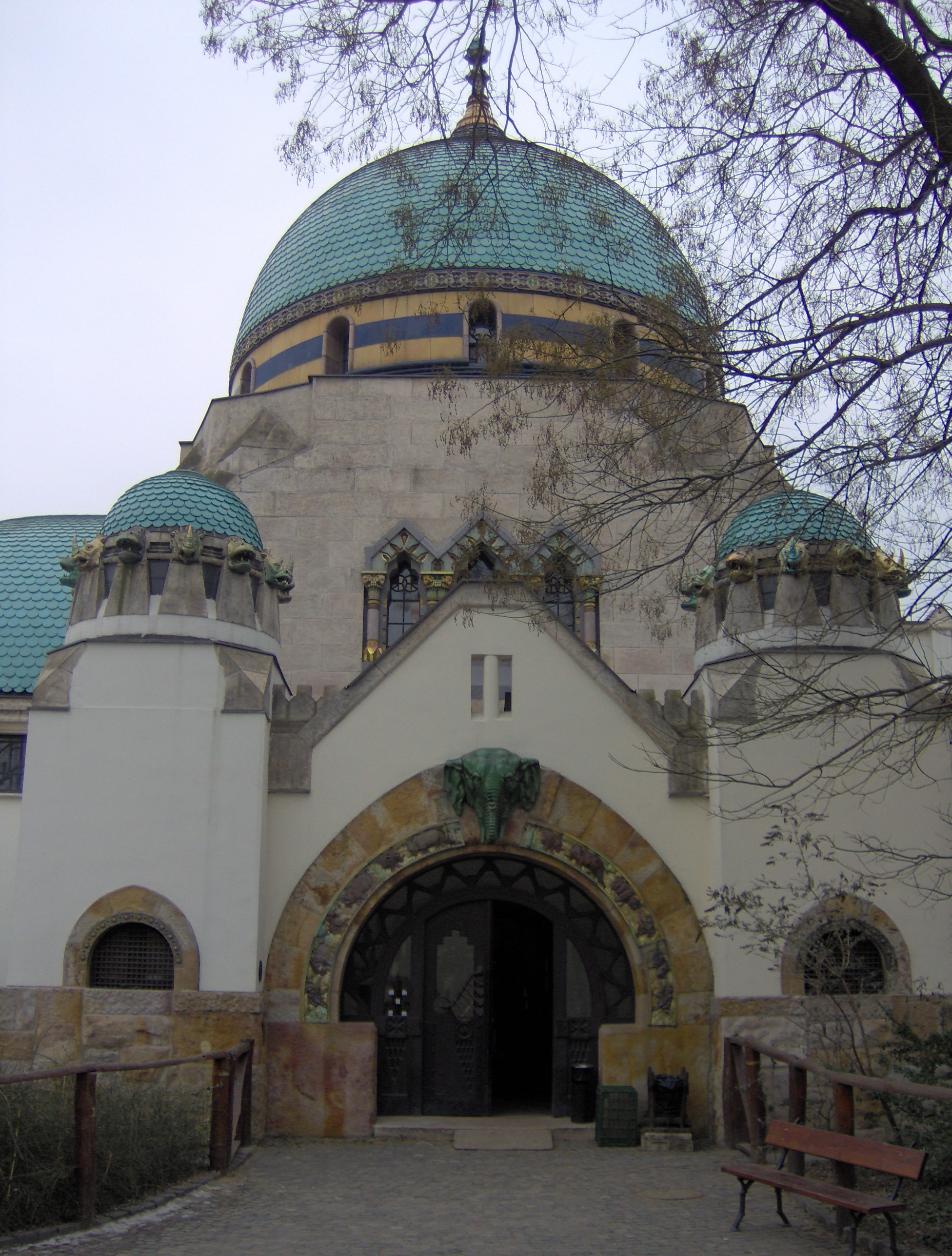
Az elefántház bejárata
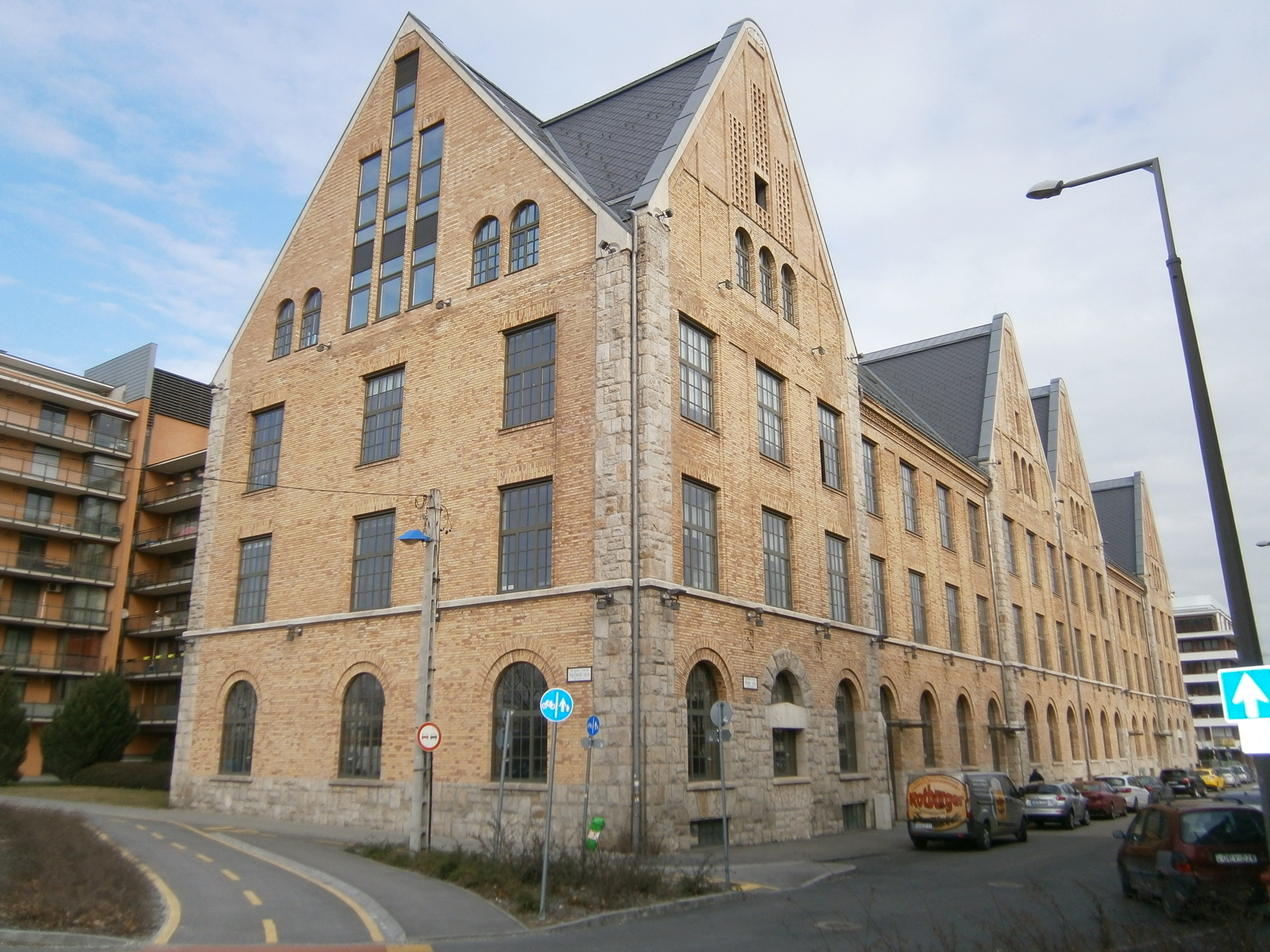
Székesfővárosi Gázművek Raktárépülete
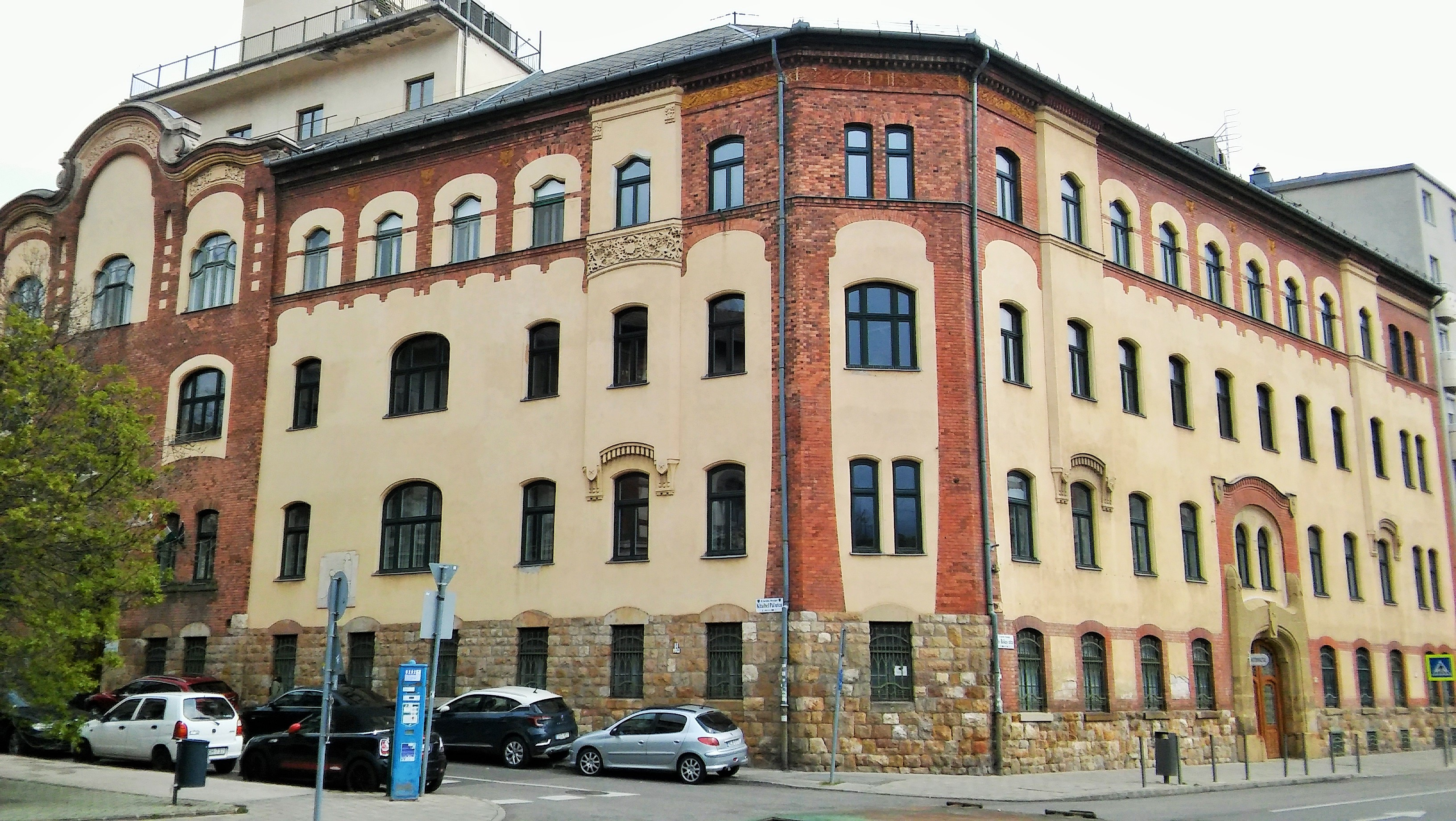
az Országos Meteorológiai Intézet székháza
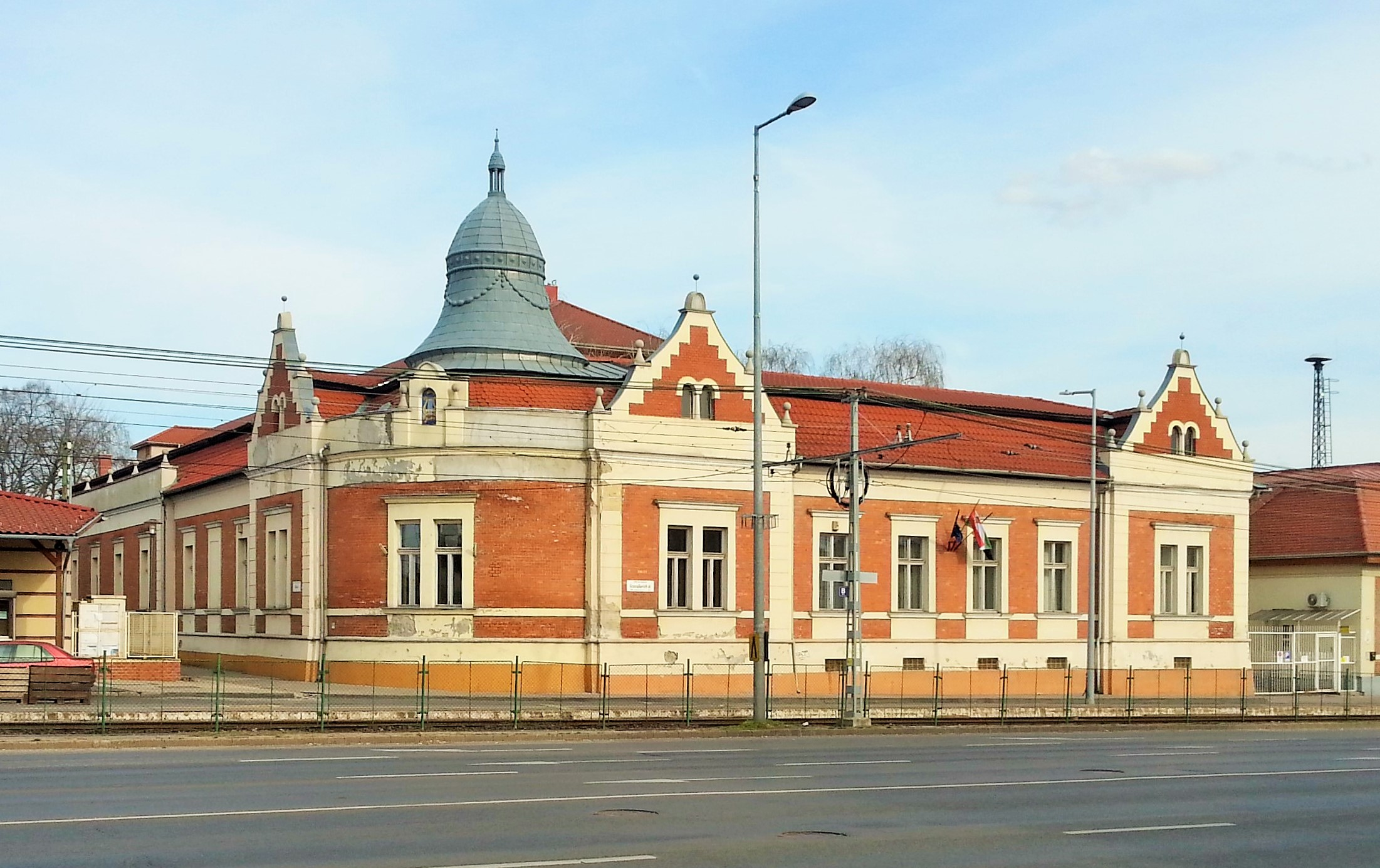
Soroksár, Városház
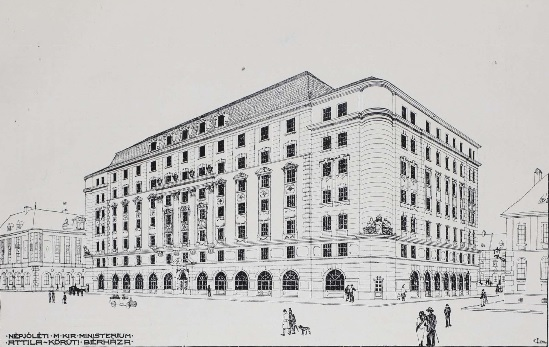
A Bethlen-udvar (terv)
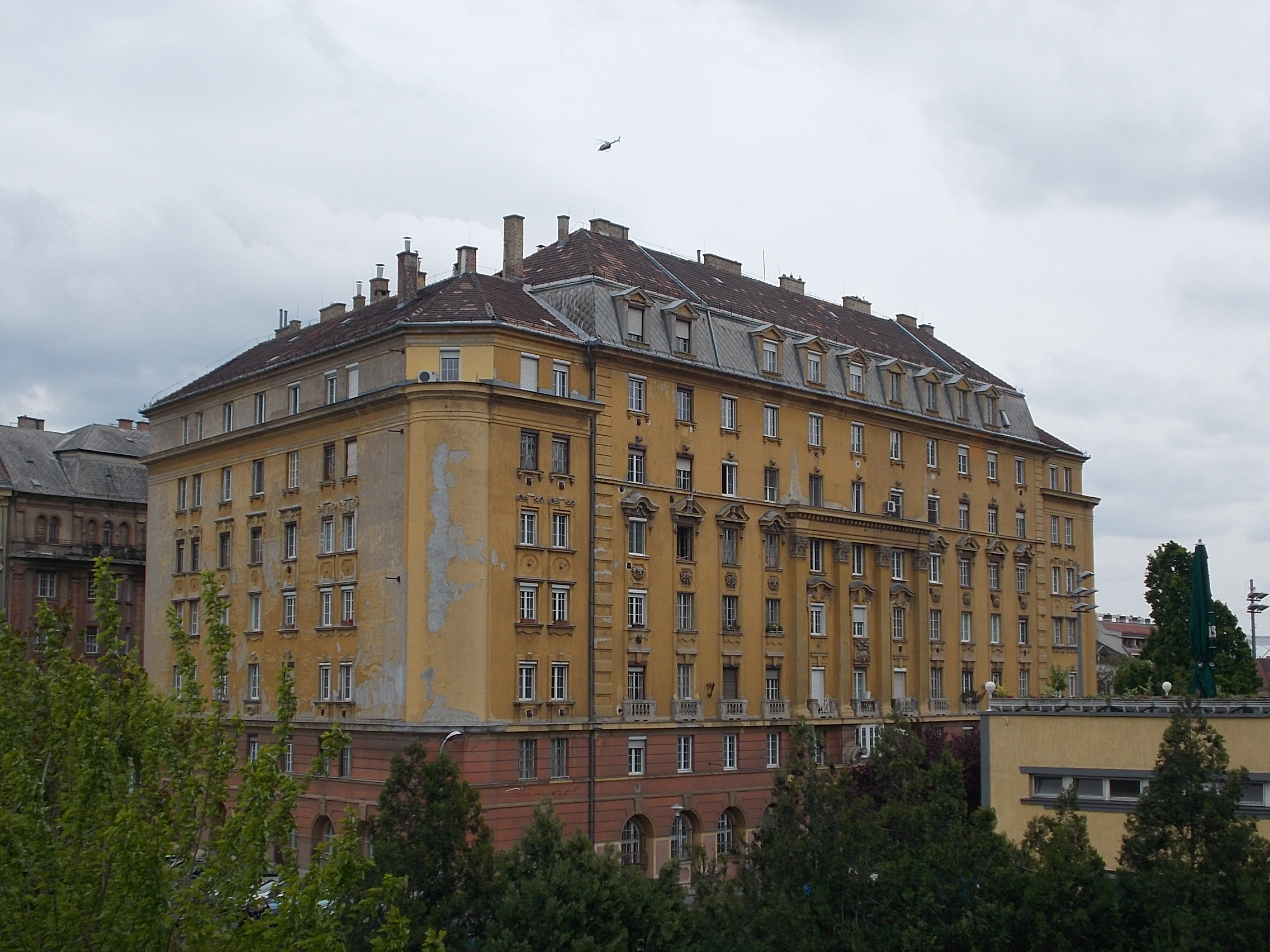
A Bethlen-udvar
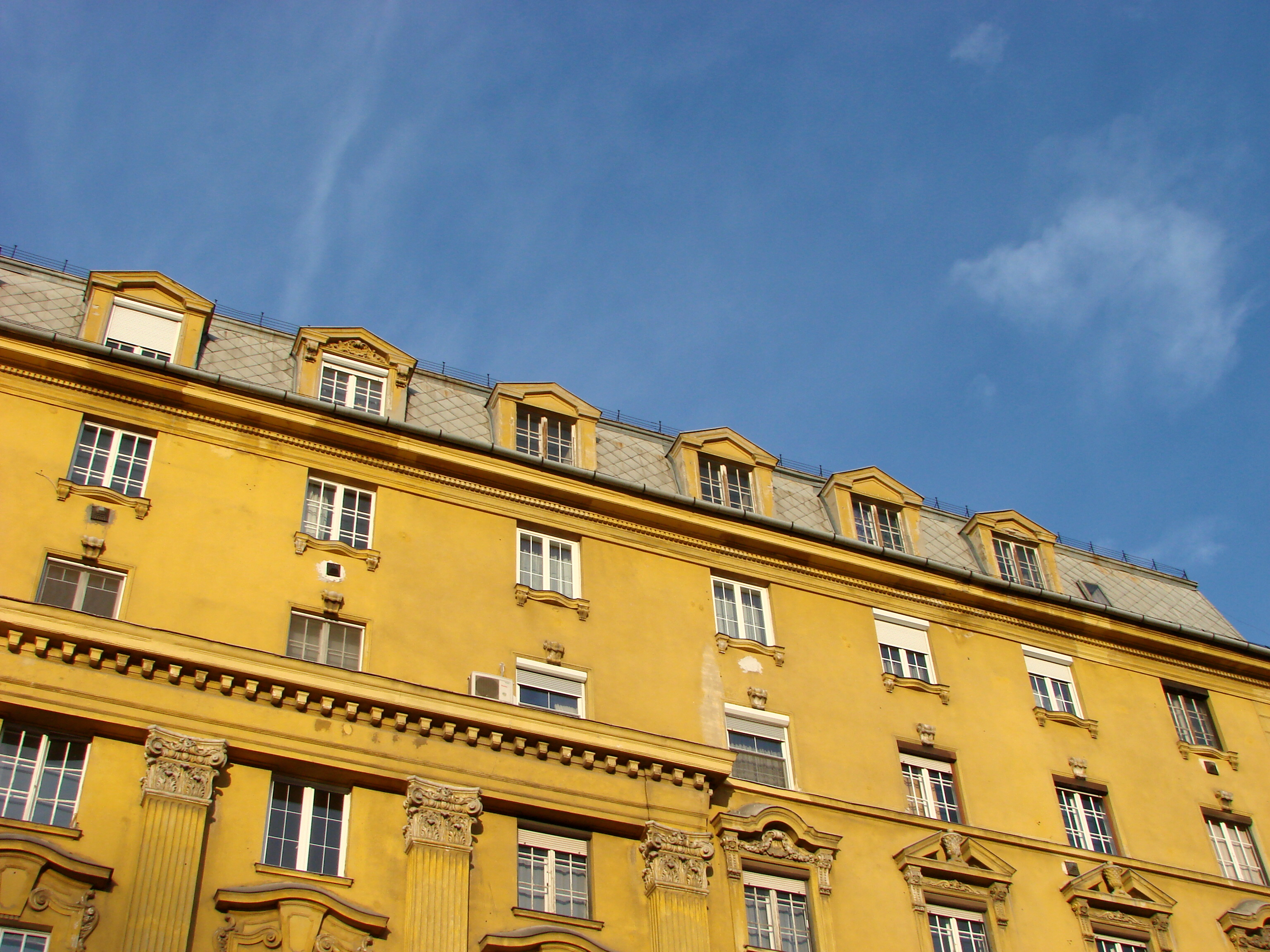
A Bethlen-udvar (részlet)
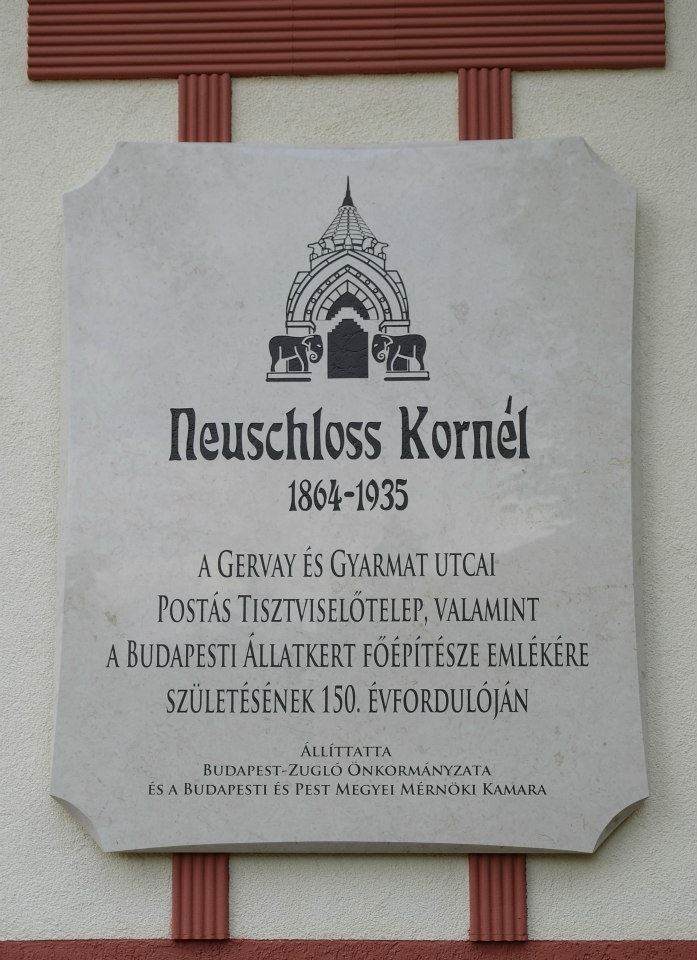
Emléktáblája az általa tervezett Budapest-Zugló, Gyarmat utcai családi ház oldalán.
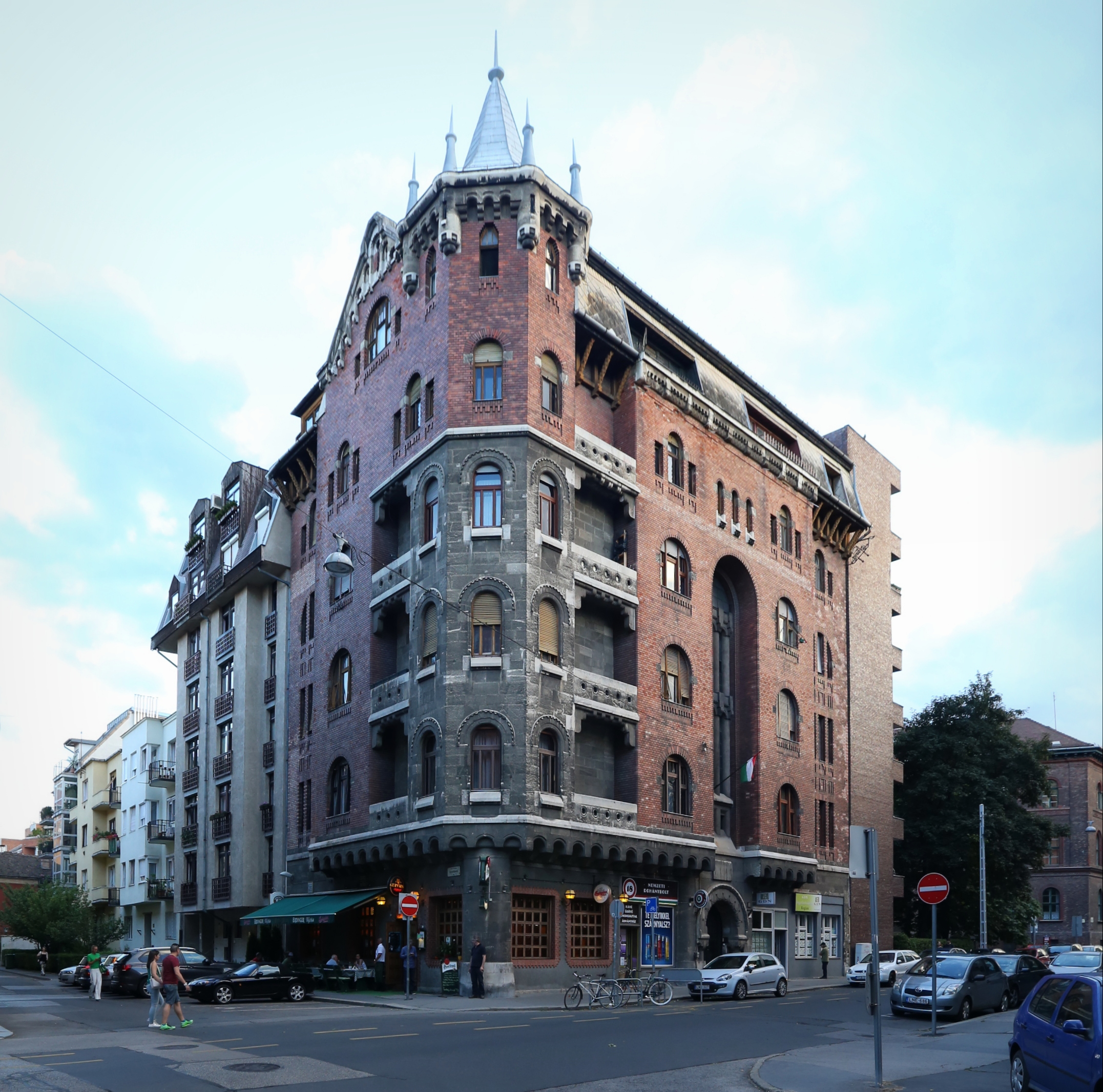
Batthyány utca 4.